# Belgische Badmintonmeisterschaft 1963
Die Belgische Badmintonmeisterschaft 1963 fand in Brüssel statt. Es war die 15. Auflage der nationalen Badmintonmeisterschaften von Belgien.

## Titelträger
| Disziplin    | Sieger                            |
| ------------ | --------------------------------- |
| Herreneinzel | Anton Verstoep                    |
| Dameneinzel  | Bep Verstoep                      |
| Herrendoppel | Jack Stuart Herman Moens          |
| Damendoppel  | nicht ausgetragen                 |
| Mixed        | Herman Moens June Vander Willigen |